# Liste der Stolpersteine in der Comarca Vallès Oriental

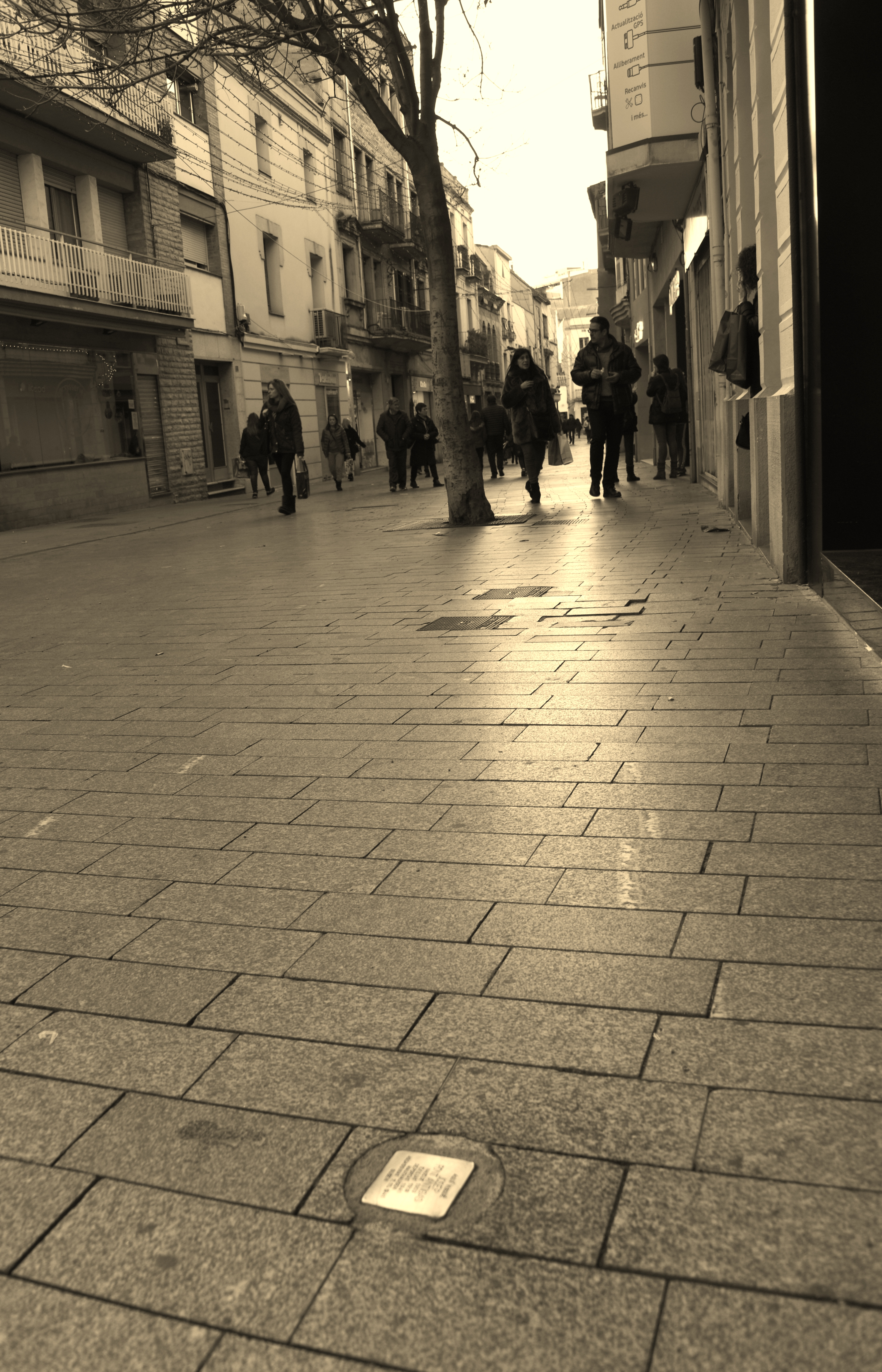
Stolperstein in Granollers

Die Liste der Stolpersteine in der Comarca Vallès Oriental enthält die Stolpersteine in der Comarca Vallès Oriental in der spanischen Provinz Barcelona, die vom Kölner Künstler Gunter Demnig verlegt wurden. Stolpersteine erinnern an das Schicksal der Menschen, die von den Nationalsozialisten ermordet, deportiert, vertrieben oder in den Suizid getrieben wurden. Sie liegen im Regelfall vor dem letzten selbstgewählten Wohnsitz des Opfers, in Montornès del Vallès jedoch gesammelt an einem zentralen Platz der Stadt.
Die ersten Verlegungen in dieser Comarca erfolgten am 28. Januar 2018 in Granollers. Die katalanische Übersetzung des Begriffes Stolpersteine lautet: pedres que fan ensopegar. Auf Spanisch werden sie piedras de la memoria (Erinnerungssteine) genannt.

## Verlegte Stolpersteine
Die Tabellen sind teilweise sortierbar; die Grundsortierung erfolgt alphabetisch nach dem Familiennamen.

### Caldes de Montbui
In Caldes de Montbui wurden zwölf Stolpersteine an zwölf Stellen verlegt.
| Stolperstein | Übersetzung                                                                                              | Verlegort                                        | Name, Leben                            |
| ------------ | --- | ------------------------------------------------ | -------------------------------------- |
|              | HIER LEBTE JOSEP MARIA CATAFAU RABADÀ JG. 1914 EXIL DEPORTIERT 1941 MAUTHAUSEN ERMORDET 22.11.1941 GUSEN | Avinguda de Pi i Margall, 109 Caldes de Montbui  | Josep Maria Catafau Rabadà (1914–1941) |
|              | HIER LEBTE JOAN DEU CASANOVAS JG. 1914 EXIL DEPORTIERT 1941 MAUTHAUSEN ERMORDET 22.11.1941 GUSEN         | Carrer de Vic, 29 Caldes de Montbui              | Joan Deu Casanovas (1914–1941)         |
|              | HIER LEBTE JOSEP FERRER ESPELT GEBOREN 1906 EXIL DEPORTIERT 1941 MAUTHAUSEN BEFREIT GUSEN                | Carrer Homs, 24 Caldes de Montbui                | Josep Ferrer Espelt (1906-)            |
|              | HIER LEBTE ALEXANDRE FOLCH GÓMEZ JG. 1910 EXIL DEPORTIERT 1941 MAUTHAUSEN ERMORDET 19.10.1941 GUSEN      | Carrer Major, 105 Caldes de Montbui              | Alexandre Folch Gómez (1910–1941)      |
|              | HIER LEBTE PASQUAL GIMENO CERVERA JG. 1890 EXIL DEPORTIERT 1941 MAUTHAUSEN ERMORDET 2.11.1941 GUSEN      | Carrer de General Padrós, 43 Caldes de Montbui   | Pasqual Gimeno Cerver (1890–1941)      |
|              | HIER LEBTE JOSEP JANÉ CERVERA JG. 1912 EXIL DEPORTIERT 1941 MAUTHAUSEN BEFREIT                           | Plaça de Neus Català i Pallejà Caldes de Montbui | Josep Jané Cervera (1912–)             |
|              | HIER LEBTE RICARDO LÓPEZ LÓPEZ GEBOREN 1921 EXIL DEPORTIERT 1941 MAUTHAUSEN ERMORDET 11.9.1942           | Carrer Avel·lí Xalabarder, 15 Caldes de Montbui  | Ricardo López López (1921–1942)        |
|              | HIER LEBTE ISIDRE MALLA CARRERAS JG. 1912 EXIL DEPORTIERT 1941 MAUTHAUSEN ERMORDET 15.1.1942 GUSEN       | Carrer del Forn, 5 Caldes de Montbui             | Isidre Malla Carreras (1912–1942)      |
|              | HIER LEBTE JOSEP MANUEL BLAVI JG. 1897 EXIL DEPORTIERT 1941 MAUTHAUSEN ERMORDET 4.11.1941 GUSEN          | Plaça de l'Àngel, 1 Caldes de Montbui            | Josep Manuel Blavi (1897–1941)         |
|              | HIER LEBTE MARCEL RAMON COMAS JG. 1910 EXIL DEPORTIERT 1941 MAUTHAUSEN ERMORDET 3.5.1943                 | Carrer de Madella, 4 Caldes de Montbui           | Marcel Ramon Comas (1910–1943)         |
|              | HIER LEBTE PERE TORRADES RAMIRO JG. 1916 EXIL DEPORTIERT 1944 DACHAU BEFREIT FLOSSENBÜRG                 | Sant Fèlix, 23 Caldes de Montbui                 | Pere Torrades Ramiro (1918–)           |
|              | HIER LEBTE ARTUR TRIQUELL FONT GEBOREN 1903 EXIL DEPORTIERT 1941 MAUTHAUSEN ERMORDET 25.6.1942           | Carrer Montserrat, 25 Caldes de Montbui          | Artur Triquell Font (1903–1942)        |

### Granollers
In Granollers wurden sieben Stolpersteine an sieben Adressen verlegt.
| Stolperstein | Übersetzung | Verlegeort                                                                                        | Name, Leben |
| ------------ | --- | ------------------------------------------------------------------------------------------------- | --- |
|              | HIER WOHNTE FRANCESC ABELLO GRACIA GEBOREN 1903 EXIL 1939 DEPORTIERT 1941 MAUTHAUSEN ERMORDET 30.9.1941 HARTHEIM | Carrer de Mariano Álvarez de Castro 3 ·                                                           | Francesc Abelló Gracia wurde im Februar 1903 in Barcelona geboren. Seine Eltern waren Josep Abelló und Manuela Gracia. Er war das dritte ihrer neunzehn Kindern, von denen jedoch nur neun überlebten. Die Mutter starb, das Geschäft des Vaters ging in Konkurs, seine jüngeren Geschwister kamen in ein Waisenheim. Er selbst leistete seinen Wehrdienst, kam nach Granollers und betätigte sich politisch. Er schloss sich der Esquerra Republicana de Catalunya (ERC) an und kämpfte für ein republikanisches und unabhängiges Katalonien. Er arbeitete als Kurier zwischen Granollers und Barcelona. Als er im September 1935 Assumpció Estrada heiratete, lehnte er eine kirchliche Trauung ab. Er wollte im Rathaus heiraten, „wo wir die Republik ausgerufen haben!“ Nach dem Sieg Francos im Spanischen Bürgerkrieg verließ er seine Heimat und ging nach Frankreich ins Exil. Er hatte bereits die Papiere für die Überfahrt nach England, wartete aber noch auf seine Frau. Er wurde von Vertretern des NS-Regimes festgenommen und zuerst im Stalag VIII C inhaftiert, später mit der Nummer 56.776 im Stalag XII D in Trier-Petrisberg. Er wurde am 25. Januar 1941 in das KZ Mauthausen verlegt und dort mit der Nummer 3.903 erfasst. Am 8. April 1941 wurde er in das Außenlager Gusen überstellt, wo schwere Zwangsarbeit verrichtet werden musste. Am 14. August 1941 stand er auf einer Liste von Kranken, die überstellt werden sollten. Am 30. September 1941 wurde er in der Tötungsanstalt Hartheim ermordet, wahrscheinlich in einer Gaskammer. |
|              | HIER WOHNTE PERE GINER CASTANY GEBOREN 1912 EXIL 1939 DEPORTIERT 1940 MAUTHAUSEN BEFREIT                         | Carrer de Josep Umbert i Ventura / Ecke Rambla Josep Tarradellas, 1 · (nahe der Bushaltestelle) · | Pere Giner Castany wurde am 27. Juni 1912 in Granollers geboren. Seine Eltern waren Josep und Carme, er hatte einen Bruder, Josep Giner i Castany (geboren in Barcelona). Die Familie lebte in der Aurora 69. Der Bruder kämpfte im Spanischen Bürgerkrieg gegen Franco und die Rechten, wurde gefangen genommen, im Gefängnis von Lleida inhaftiert und am 30. April 1939 ermordet. Er wurde im Valle de los Caídos bestattet. Pere Giner Castany ging nach Frankreich ins Exil, wurde dort festgenommen und am 11. Dezember 1940 im Stalag V-D von Straßburg eingeliefert. Er wurde in das KZ Mauthausen überstellt und dort am 13. Dezember 1940 mit der Nummer 4.849 registriert. Er wurde am 5. Mai 1945 befreit und kehrte danach nach Frankreich zurück. Er war der einzige Häftling aus Granollers, der die Konzentrationslager des NS-Regimes überlebte. |
|              | HIER WOHNTE MIQUEL JANE BAURAS GEBOREN 1920 EXIL 1939 DEPORTIERT 1941 MAUTHAUSEN ERMORDET 3.12.1941 GUSEN        | Carrer de Sant Jaume, 57 ·                                                                        | Miquel Jané Bauras wurde am 17. April 1920 in Granollers geboren, als Sohn von Nicolau Jané Espardenyes. Die Familie lebte erst auf der Carrer Lletjós, ab 1936 in der Juan Montaña 57. Es ist nicht bekannt, wann er ins Exil ging. Am 8. August 1941 wurde er mit Nummer 7.811 im Stalag 141 in Vesoul, unweit Besançon, interniert. Am 20. Oktober 1941 wurde er in das KZ Mauthausen überstellt, wo ihm die Nummer 4.002 zugeteilt wurde. Schließlich wurde er nach Gusen versetzt, ein Außenlager von Mauthausen, wo er am 3. Dezember 1941 ums Leben kam. Er war 21 Jahre alt. |
|              | HIER WOHNTE ARTUR MASJUAN REVERTER JG. 1904 EXIL 1939 DEPORTIERT 1941 MAUTHAUSEN ERMORDET 20.11.1941 GUSEN       | Calle de Girona (Zugang über Camp de Futbol)                                                      | Artur Masjuan Reverter wurde am 22. Januar 1904 in Granollers geboren, als Sohn von Julian Masjuan und Maria Reverter. Sein Vater war Taglöhner. Er hatte zumindest sechs Geschwister, Teresa, Francesc, Mercè, Pep und die Zwillinge, Eulàlia und Catalina. Nach der Niederlage der Linken im Spanischen Bürgerkrieg ging er ins Exil nach Frankreich. Die Familie hielt ihn für vermisst und hörte nichts mehr von ihm. Er wurde am 22. Januar 1941 im Stalag XII D von Trier registriert und am 25. November 1941 im Stalag XI B von Fallingbostel. Am 29. März 1941 wurde er in das KZ Mauthausen überstellt und mit der Nummer 4.522 registriert. Er wurde in das Außenlager Gusen versetzt und bekam dort die Nummer 11.345. Dort wurde er am 20. November 1941 im Alter von 37 Jahren ermordet. Seine Familie bekam nie eine Todesnachricht. Doch wurde er nicht vergessen. Seine Schwester Eulàlia ersuchte ihre Tochter Teresa nach der Geburt ihres Sohnes, diesen zum Gedenken an den Verschollenen auf den Namen Artur zu taufen. |
|              | HIER WOHNTE FRANCESC MOMPART LEON GEBOREN 1923 EXIL DEPORTIERT 1944 NEUEGAMME ERMORDET 28.5.1944                 | Carrer de Miquel Ricomà, 51/53 ·                                                                  | Francesc Mompart León wurde am 21. November 1923 in Granollers geboren. Seine Eltern waren Pere/Pedro Mompart und Emilia León. Er hatte zwei ältere Geschwister, Anna und Manuel (geboren 1909). Als der Bürgerkrieg begann, war er erst dreizehn Jahre alt. Er flüchtete nach Frankreich und wurde in Compiègne gefangen genommen. Von dort wurde er am 21. Mai 1944 mit Transport I 214 nach Deutschland deportiert. Er kam drei Tage später im KZ Neuengamme an und wurde dort mit der Nummer 31.264 als Häftling erfasst. Zwei Tage später, am 26. Mai 1944, war er tot. Francesc Mompart León war das jüngste NS-Opfer aus Granollers. |
|              | HIER WOHNTE JOSEP PIBERNAT PARES GEBOREN 1908 EXIL 1939 DEPORTIERT 1940 MAUTHAUSEN ERMORDET 5.5.1942 GUSEN       | Carrer de Francesc Tarafa, 92 ·                                                                   | Josep Pibernat Parés wurde am 24. Januar 1908 in Girona geboren. Seine Eltern waren Joan Pibernat Puig und Maria Parés Vilella. Er hatte sechs Geschwister, Xavier, Tomàs, Maria, Mercè, Carme und Jaume. Im Mai 1920 übersiedelte die Familie nach Barcelona. Er schloss sich der Confederación Nacional del Trabajo an, einer anarcho-syndikalistischen Gewerkschaft, und kämpfte in einer republikanischen Elitekolonne angeführt von Buenaventura Durruti. 1939 ging er ins Exil nach Frankreich, wo er als politischer Gefangener im Konzentrationslager Internierungslager Vernet d'Ariege inhaftiert war. 1940 wurde er in das Stalag XIII A in Moosburg verlegt, ein Durchgangslager. Er bekam die Nummer 42.774. Am 6. August 1940 wurde er in das KZ Mauthausen überstellt, wo ihn die Wachmannschaft mit Nummer 3.395 registrierte. Am 17. Februar 1941 wurde er zur Zwangsarbeit in das Außenlager Gusen eingeteilt, wo er am 5. Mai 1942 ums Leben kam. |
|              | HIER WOHNTE JOSEP PONT ANTIGAS GEBOREN 1903 EXIL 1939 DEPORTIERT 1941 MAUTHAUSEN ERMORDET 7.11.1941 GUSEN        | Plaça de les Olles, 14 ·                                                                          | Josep Pont Antigas wurde am 18. November 1903 in Granollers geboren. Seine Eltern waren Josep und Maria, sie führten ein Geschäft für Würste und Fleisch. Er hatte vier jüngere Geschwister, Vicens, Pere, Carme und Antònia. Als Josep zwanzig Jahre alt war, zog seine Familie in die Hostalets de Balenyà, wo sie eine Wurstfabrik eröffneten, die heute noch besteht. Er heiratete Concepció Macià, im Mai 1935 bekam das Paar eine Tochter, Dolors. Im Jahr 1939 wurden sein Vater und sein Schwager von den Franquisten ermordet. Er selbst ging ins Exil nach Frankreich, wo er in sieben Lagern interniert war. Die Deutschen überstellten ihn in das Stalag VIII C, wo er unter der Nummer 56.813 registriert wurde. Anschließend wurde er in das Stalag XII D in Trier überstellt und von dort am 22. Januar 1941 in das KZ Mauthausen. Er kam nach drei Tagen dort an, wurde mit der Nummer 3.380 registriert und zehn Monate später, am 20. Oktober 1941, nach Gusen zur Zwangsarbeit überstellt. Dort bekam er die Nummer 13.872 und wurde am 7. November 1941 ermordet. |

### Mollet del Vallès
In Mollet del Vallès wurden fünf Stolpersteine verlegt.
| Stolperstein | Übersetzung                                                                                               | Verlegeort                                          | Name, Leben                         |
| ------------ | --- | --------------------------------------------------- | ----------------------------------- |
|              | HIER LEBTE VICENÇ BACHS VILÀ GEBOREN 1906 EXIL DEPORTIERT 1941 MAUTHAUSEN ERMORDET 7.7.1941 GUSEN         | C. Fèlix Ferran, 4 Mollet del Vallès                | Vicenç Bachs Vilà (1906–1941)       |
|              | HIER LEBTE PERE CUYÀS NIUBÓ GEBOREN 1905 EXIL DEPORTIERT 1940 MAUTHAUSEN ERMORDET 26.12.1941 GUSEN        | Ronda d'Orient, 2 Mollet del Vallès                 | Pere Cuyàs Niubó (1905–1941)        |
|              | HIER LEBTE ANTONIO LÓPEZ TARRAGONA GEBOREN 1910 EXIL DEPORTIERT 1940 MAUTHAUSEN ERMORDET 15.11.1941 GUSEN | C. Comte d'Urgell, 26 (Can Lledó) Mollet del Vallès | Antonio López Tarragona (1910–1941) |
|              | HIER LEBTE JOAN MOLINS MAYNOU GEBOREN 1911 EXIL DEPORTIERT 1940 MAUTHAUSEN ERMORDET 23.10.1941 GUSEN      | C. Berenguer III, 12 Mollet del Vallès              | Joan Molins Maynou (1911–1941)      |
|              | HIER LEBTE JUAN TURA ROS GEBOREN 1912 EXIL DEPORTIERT 1940 MAUTHAUSEN ERMORDET 23.10.1941 GUSEN           | C. Comte d'Urgell, 21 Mollet del Vallès             | Juan Tura Ros (1912–1941)           |

### Montornès del Vallès
In Montornès del Vallès wurden drei Stolpersteine an einer Anschrift verlegt.
| Stolperstein | Übersetzung | Verlegeort                                     | Name, Leben |
| ------------ | --- | ---------------------------------------------- | --- |
|              | IN MONTORNÈS LEBTE JOAN CLIVILLERS JUAN GEBOREN 1915 EXIL 1939 DEPORTIERT 1940 MAUTHAUSEN ERMORDET 1.12.1941 GUSEN     | C. Major (Ecke Avinguda de l'Onze de Setembre) | Joan Clivillers Juan wurde am 7. September 1915 in Montornès des Vallès geboren. Seine Eltern waren Francisco Clivillers und Teresa Juan. Er hatte zumindest einen älteren Bruder, Mariano (siehe unten). Er war mit Maria Colominas verheiratet. Das Paar hatte eine Tochter, Josefina. Er war, wie sein Bruder, Mitglied der Confederación Nacional del Trabajo, einer anarchosyndikalistische Gewerkschaft, und kämpfte im Spanischen Bürgerkrieg gegen die Rechten. 1939 ging er mit seiner Familie ins Exil nach Frankreich. Frau und Tochter gingen zurück nach Spanien und konnten überleben. Er und sein Bruder wurden verhaftet und zuerst im Lager in Straßburg interniert, wo er mit der Nummer 3.236 registriert wurde. Beide Brüder wurden am 13. Dezember 1940 nach Mauthausen deportiert. Er bekam die Nummer 4.709 und kam am 1. Dezember 1941 im Alter von 26 Jahren im KZ Gusen ums Leben. Auch sein Bruder wurde vom NS-Regime ermordet. |
|              | IN MONTORNÈS LEBTE MARIÀ[NO] CLIVILLERS JUAN GEBOREN 1902 EXIL 1939 DEPORTIERT 1940 MAUTHAUSEN ERMORDET 2.4.1941 GUSEN | C. Major (Ecke Avinguda de l'Onze de Setembre) | Mariano Clivillers Juan wurde am 20. Januar 1902 in Montornès des Vallès geboren. Seine Eltern waren Francisco Clivillers und Teresa Juan. Er hatte zumindest einen jüngeren Bruder, Joan (siehe oben). Er war mit Josefa Nueto verheiratet. Das Paar hatten keine Kinder. Er war Anarchist und kämpfte im Spanischen Bürgerkrieg gegen die Rechten. 1939 ging er ins Exil nach Frankreich. Er und sein Bruder wurden verhaftet und zuerst im Lager in Straßburg interniert, wo er mit der Nummer 3.229 registriert wurde. Beide Brüder wurden am 13. Dezember 1940 nach Mauthausen deportiert. Er bekam die Nummer 4.710 und kam am 2. April 1941 im Alter von 38 Jahren im KZ Gusen ums Leben. Auch sein Bruder wurde vom NS-Regime ermordet. Die Inschrift MARIÁ auf dem Stolperstein ist definitiv falsch. |
|              | IN MONTORNÈS LEBTE JOSEP VIÑALLONGA PLANA GEBOREN 1915 EXIL 1939 DEPORTIERT ERMORDET 8.12.1944 BOCHUM                  | C. Major (Ecke Avinguda de l'Onze de Setembre) | Josep Viñallonga Plana wurde 1915 in Montornès del Vallès geboren. Seine Eltern waren Joan Viñallonga und Maria Plana. Er hatte zwei Brüder, einen älteren und einen jüngeren. Er schloss sich der Joventuts Socialistes Unificades de Montornès an, der Sozialistischen Einheitsjugendbewegung. Er galt als Anwalt der Armen. Er heiratete Anita Ferrer, die Ehe blieb kinderlos. Er ging 1939 ins Exil nach Frankreich und lebte im Dorf Mortagne-au-Perche. Nach der Eroberung Frankreichs durch Hitler-Deutschland wurde er verhaftet und am 8. August 1944 nach Bochum verschleppt, wo es zwei Außenlager des KZ Buchenwald gab. Dort musste er Zwangsarbeit verrichten. Er kam am 8. Dezember 1944 im Alter von 29 Jahren ums Leben. |

## Verlegedaten
Die Stolpersteine in dieser Comarca wurden an folgenden Tagen verlegt:
- 28. Januar 2018 in Granollers, vom Künstler selbst,
- 11. April 2020 in Montornès del Vallès
- 17. September 2021 in Caldes de Montbui
- 5. November 2023: Mollet del Vallès